# Meillac

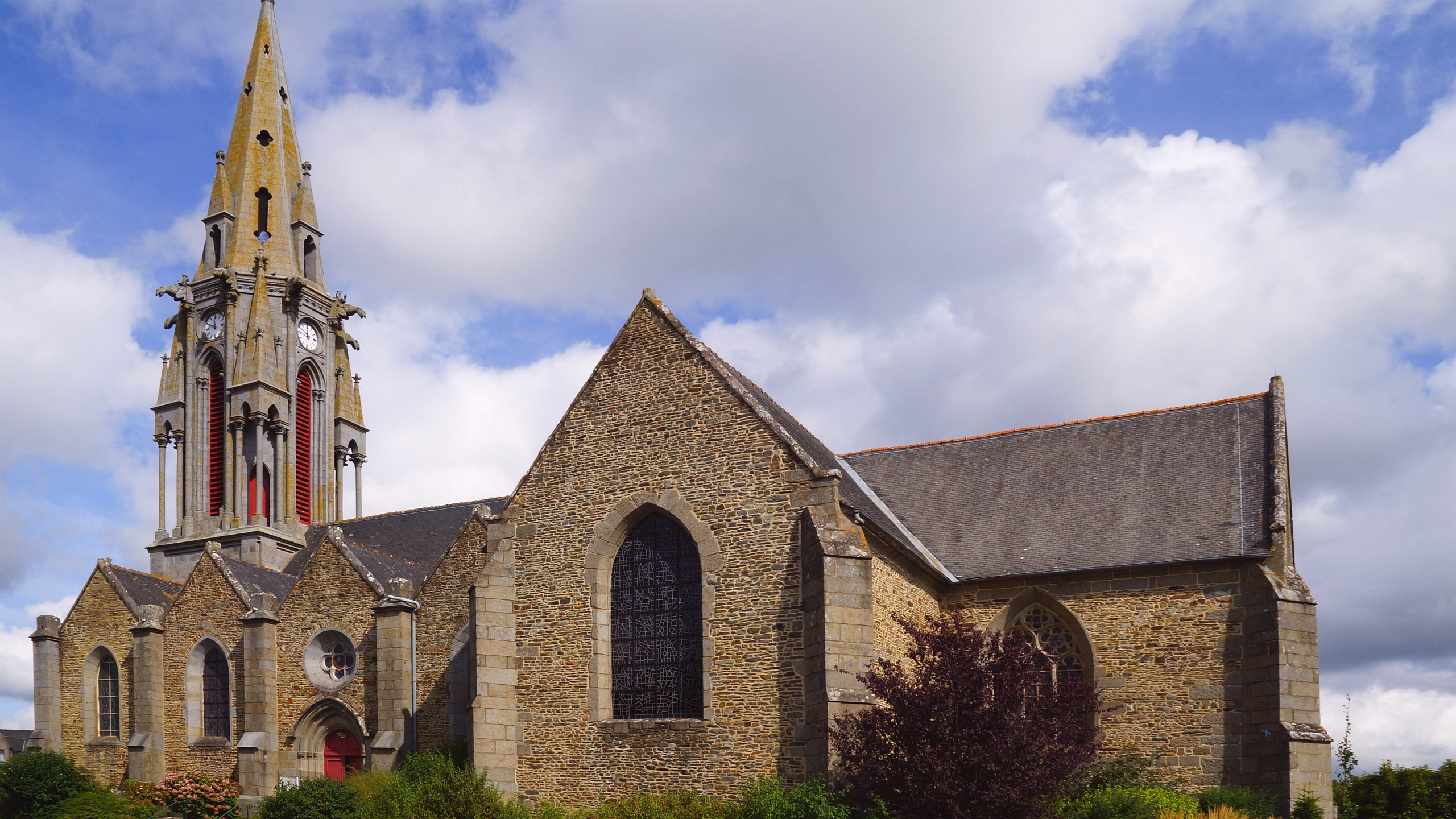
Kyrkan St Martin, Meillac

Meillac är en kommun i departementet Ille-et-Vilaine i regionen Bretagne i nordvästra Frankrike. Kommunen ligger i kantonen Combourg som tillhör arrondissementet Saint-Malo. År 2022 hade Meillac 1 975 invånare.

## Befolkningsutveckling
Antalet invånare i kommunen Meillac
Referens:INSEE